# Along Came Polly
Along Came Polly (bra: Quero Ficar com Polly; prt: Romance Arriscado) é um filme estadunidense de 2004, do gênero comédia romântica, escrito e dirigido por John Hamburg, estrelado por Ben Stiller e Jennifer Aniston nos papéis principais. A história segue Reuben Feffer, um corretor de seguros nova-iorquino que vê sua vida desmoronando quando descobre que a sua recente esposa o estava traindo com um instrutor de mergulho em sua lua de mel. Ele então se recupera e encontra-se apaixonado por sua ex-colega de classe, Polly Prince, enquanto ela tenta relaxar seus modos rígidos. O que o leva a questionar sua vida e algumas decisões, e que você não pode analisar a escolha segura no amor o tempo todo. O filme estreou em #1 na bilheteria dos EUA, ganhando US$ 27,721,185 em seu fim de semana de estreia, encerrando o mês de reinado de The Lord of the Rings: The Return of the King. O filme foi um sucesso financeiro, arrecadando US$ 172 milhões nas bilheterias mundiais com um orçamento de US$ 42 milhões.
Along Came Polly recebeu críticas negativas. O filme detém uma taxa de aprovação de 26% no Rotten Tomatoes com base em 159 avaliações, com uma classificação média de 4.78/10. O consenso diz: "Embora os atores coadjuvantes sejam engraçados, Stiller e Aniston não formam um casal crível, e o humor grosseiro é gratuito". Metacritic, que atribui uma pontuação média ponderada de 1 a 100 a críticas dos críticos tradicionais, deu ao filme um 44 baseado em 35 críticos.

## Enredo
Reuben Feffer (Ben Stiller), um analista de risco para o seguro de vida, está comemorando sua lua de mel com a esposa recém-casada, Lisa Kramer (Debra Messing), na ilha de São Bartolomeu, mas a pega fazendo sexo com Claude (Hank Azaria). Instrutor de mergulho francês. Voltando sozinho para Nova York, ele tenta reconstruir sua vida. Reuben vai para uma galeria de arte com seu amigo, Sandy Lyle (Philip Seymour Hoffman), onde ele encontra a ex-colega de escola Polly Prince (Jennifer Aniston).
Reuben e Polly começam a namorar, apresentando-o a atividades que ele escreveu como "muito arriscadas". Isto incluiu comer em um restaurante marroquino que termina mal devido a SCI de Reuben (síndrome do cólon irritável). Felizmente, Polly dá-lhe uma segunda chance, onde eles acabam dançando salsa e depois fazendo sexo com entusiasmo juntos, com Reuben gritando "50" como orgasmo. O contraste entre suas duas personalidades é uma fonte de comédia durante todo o filme, até que Lisa retorna e diz a ele que quer conciliar seu relacionamento. Enquanto isso, Sandy, um ex-ator infantil e egocêntrico, está tentando retornar ao fazer um documentário sobre seu papel como Judas em uma produção amadora de Jesus Christ Superstar.
Reuben está dividido entre a de espírito livre Polly e a segura e familiar Lisa. Para resolver esse problema, ele insere informações sobre Polly e Lisa em um programa de seguro de computador que mede o risco. O computador lhe diz que, apesar de seus numerosos erros com ela, Polly é a escolha menos arriscada para Reuben. Polly se junta a Reuben em uma viagem de navegação à vela, onde ele deve inspecionar Leland Van Lew (Bryan Brown), uma cliente de alto risco, mas ela fica ofendida quando vê sua análise de risco dela. Ela rejeita sua proposta de morar juntos, dizendo-lhe que seria melhor voltar para Lisa.
De volta para casa, Reuben tenta falar com Polly, mas não adiantou. Ele finalmente convida Lisa para o show de abertura de Sandy, onde ele descobre que Polly está deixando Nova York para Cincinnati em poucas horas. Depois de um discurso dado por seu pai, Irving (Bob Dishy), a Sandy sobre não viver no passado, Reuben percebe que ele quer estar com Polly e não Lisa, e ele corre para seu apartamento para impedi-la de sair. Polly não está convencida de que ela deveria ficar com ele, então Reuben come comida do chão para provar que é capaz de assumir riscos.
Reuben e Polly passam férias na mesma praia em que ele e Lisa tiveram a lua de mel. Reuben novamente encontra Claude, mas em vez de ficar com raiva, ele agradece a Claude antes de entrar na água com Polly para se juntar a Van Lew em seu novo barco.

## Elenco
- Estúdio: Double Sound (RJ)
- Mídia: NOW / DVD / TV Paga / Televisão
- Direção: Maurício Seixas

| Personagem       | Ator/Atriz             | Dublagem            |
| ---------------- | ---------------------- | ------------------- |
| Reuben Feffer    | Ben Stiller            | Marco Antônio Costa |
| Polly Prince     | Jennifer Aniston       | Mabel Cezar         |
| Sandy Lyle       | Philip Seymour Hoffman | José Luiz Barbeito  |
| Lisa Kramer      | Debra Messing          | Andréa Murucci      |
| Stan Indursky    | Alec Baldwin           | Waldyr Sant'anna    |
| Claude           | Hank Azaria            | Hércules Fernando   |
| Leland Van Lew   | Bryan Brown            | Hélio Ribeiro       |
| Javier           | Jsu Garcia             | Duda Espinoza       |
| Vivian Feffer    | Michele Lee            | Carla Pompílio      |
| Irving Feffer    | Bob Dishy              | Carlos Seidl        |
| Wonsuk           | Masi Oka               | Luiz Sérgio Vieira  |
| Roxanne          | Missi Pyle             | Fabíola Martins     |
| Membro do Buffet | Mark Adair-Rios        | Jorge Lucas         |

[carece de fontes?]

## Prêmios e indicações
- Recebeu uma indicação ao MTV Movie Awards: Melhor Sequência de Dança.[9]
- Recebeu uma indicação ao Framboesa de Ouro: Pior Ator (Ben Stiller).[10]